# 시리우즈모
시리우스모(Siriusmo)은 독일의 전자음악 프로듀서이다.

## 개요
본명은 모리츠 프리드리히(Moritz Friedrich)로, 2000년 데뷔 EP 《Ne me quitte pas》를 냈다.
밴드에서 연주하며 음악 활동을 시작했고, 오래된 키보드에 매력을 느꼈다. 시퀀서와 가상악기를 이용하여 솔로활동을 시작했다. 인터뷰를 거의 하지 않으며, 무대공포증 때문에 라이브 공연을 꺼렸으나, 최근에는 활발한 공연을 하고 있다.

## 음반
정규 음반
- 1집 - Mosaïk - 2011년
- 2집 - Enthusiast - 2013년
- 컴필레이션 - Pearls & Embarrassments 2000-2010 (Vol. 01) - 2011년

EP
- The Uninvited Guest - 2009년
- The Plasterer Of Love - 2010년

싱글
- Feromonikon / Signal - 2011년
- Sirimande / Feed My Meatmachine - 2011년
- Doctor Beak's Rantanplant - 2012년